# Žuráň

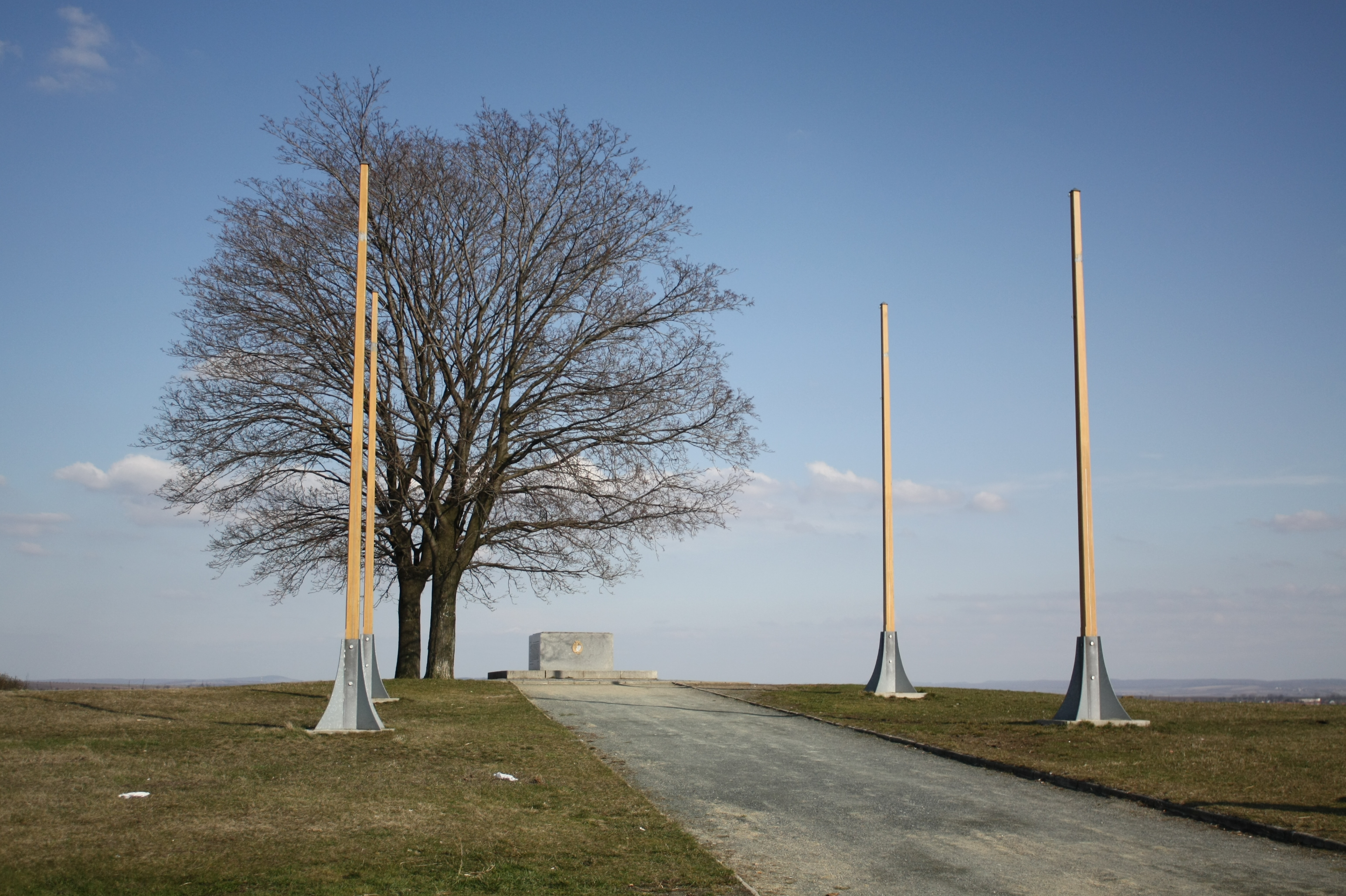
Denkmal auf dem Žuráň

Der Žuráň ist ein 268 Meter hoher Hügel nahe Podolí u Brna (deutsch Kritschen) in Tschechien. 

## Ausgrabungen
Am Fuße des Hügels wurde 1853 ein großer Grabhügel mit einigen, ursprünglich reich ausgestatteten Gräbern aus der Zeit der Völkerwanderung entdeckt, die bald nach ihrer Errichtung ausgeraubt worden sind. Zwischen 1948 und 1950 erfolgte eine teilweise Untersuchung der Grabstätte auf dem Žuráň. Dabei wurde festgestellt, dass in den Gräbern Angehörige der Oberschicht eines germanischen Stammes bestattet sind. Der Brünner Frühgeschichtler Josef Poulík geht davon aus, dass der zum Ende des 5. und Anfang des 6. Jahrhunderts angelegte 14 m hohe Grabhügel die Grabstätte des um 539 verstorbenen langobardischen Herzogs Wacho ist. Einige andere Historiker vermuten darin eher die Grablege des herulischen Stammesfürsten Rudolf.

## Schlacht bei Austerlitz
Bekanntheit erlange der Hügel am 2. Dezember 1805, als Napoleon Bonaparte während der Schlacht bei Austerlitz von hier aus seine Truppen kommandierte. Heute ist ein Teil des Hügels eine Exterritorialität Frankreichs. Auf dem Hügel befindet sich ein Denkmal bestehend aus einem Granitquader mit einem Relief des Schlachtverlaufs und den Flaggen der an der Schlacht beteiligten Nationen.